# Turris babylonia
Turris babylonia is een slakkensoort uit de familie Turridae. De wetenschappelijke naam van de soort werd in 1758 gepubliceerd door Linnaeus als Murex babylonius in de tiende editie van Systema naturae.